# Кумар, Дхирадж
Дхирадж Кумар (англ. Dheeraj Kumar; 1 октября 1944 — 15 июля 2025, Мумбаи) ― индийский актёр, режиссёр и продюсер.

## Биография
В 1965 году Дхирадж стал финалистом конкурса талантов, организованного United Producers и журналом Filmfare. Это дало ему возможность дебютировать в кино и сниматься в рекламе, включая кампанию Vicks Action 500 .
Он снялся в более чем 20 фильмах на хинди и панджаби, включая:
- Raaton Ka Raja (1971)
- «Хлеб насущный» / Roti Kapda Aur Makaan (1974)
- «Хозяин» / Swami (1977)
- «Ритмы песен» / Sargam (1979)
- «Горячее сердце» / Kranti (1981)
- «Старый храм» / Purana Mandir (1984)

В 1986 году он основал компанию Creative Eye Limited, которая стала известна производством популярных телесериалов:
- Om Namah Shivay (1997)
- Shree Ganesh (2000)
- Ghar Ki Lakshmi Betiyann (2006)
- Ishq Subhan Allah (2018)

Кумар внёс значительный вклад в развитие индийского телевидения, особенно в жанре мифологических и семейных драм.
Скончался в больнице Мумбаи 15 июля 2025 года в возрасте 80 лет.